# Список млекопитающих Украины
Список млекопитающих Украины — список всех видов млекопитающих, которые были зарегистрированы на территории Украины.

## Видовое разнообразие
Согласно последней изданной монографии (Межжерин, Лашкова; 2013) териофауна Украины включала в себя 132 вида млекопитающих. Из них 13 видов были интродуцированы. Териофауна Украины — сложный многовидовой комплекс млекопитающих. Понятие касается, как правило, диких животных. Различают как териофауны крупных регионов (страны, отдельных областей), так и зональные комплексы (териофауны Степи, Карпат, Крыма и т. д.) и различные субфауны (фауна городов, агроценозов, лесов, лугов) или отдельных местообитаний (териофауна заповедников, речной долины и т. д.).
- Soriciformes [Insectivora auct.] — отряд Насекомоядные (13 видов)
- Vespertilioniformes [Chiroptera auct.] — отряд Рукокрылые (26 видов)
- Caniformes [Carnivora auct.] — отряд Хищные (22 вида)
- Leporiformes [Duplicidentata auct.] — отряд Зайцеобразные (3 вида)
- Muriformes [Rodentia auct.] — отряд Грызуны (52 вида)
- Equiformes [Perissodactyla auct.] — отряд Непарноопытные (2 вида)
- Cerviformes [Artiodactyla auct.] — отряд Парнокопытные (9 видов)
- Delphiniformes [Cetacea auct.] — отряд Китообразные (4 вида)

Итого имеем: 14 насекомоядных, 26 летучих мышей, 22 хищных, 55 грызунов, 15 копытных.

## Список видов
Данный список объединяет таксоны видового и подвидового уровня, которые были зарегистрированы на территории Украины и приводились для неё исследователями в литературных публикациях. Список состоит из русских названий, биноменов (двухсловных названий, состоящих из сочетания имени рода и имени вида) и указанных с ними имени учёного, впервые описавшего данный таксон, и года, в котором это произошло. В четвёртом столбце таблицы для каждого вида приводятся информация о его статусе и распространении на территории Украины на основании работы «Ссавці України (довідник-визначник)» (Межжерин, Лашкова; 2013), если не указаны другие источники. Для некоторых таксонов приводятся замечания по систематике. Отряды и семейства в списке расположены в систематическом порядке.
Легенда:
 Виды находящиеся под охраной на территории Украины и включённые в третье издание Красной книги Украины (2009 год)
 Виды, приводимые для территории Украины и не подтвержденные фактическим коллекционным материалом; а также виды, нахождение которых сомнительно или требует подтверждения
Обозначения охранного статуса МСОП:
- — виды на грани исчезновения (в критическом состоянии)
- — виды под угрозой исчезновения
- — уязвимые виды
- — виды, близкие к уязвимому положению
- — виды под наименьшей угрозой
- — виды, для оценки угрозы которым не хватает данных
- — виды, не представленные в Международной Красной книге

| Иллюстрация                               | Русское название            | Латинское название и автор таксона               | Статус и ареал вида на территории Украины. Замечания по систематике. | Охранный статус МСОП                             |
| ----------------------------------------- | --------------------------- | ------------------------------------------------ | --- | ------------------------------------------------ |
| Отряд Насекомоядные (Eulipotyphla)        |                             |                                                  | |                                                  |
| Ежовые (Erinaceidae)                      |                             |                                                  | |                                                  |
|                                           | Белогрудый ёж               | Erinaceus roumanicus Barrett-Hamilton, 1900      | Обитает по опушкам лиственных лесов, степным оврагам, балкам, берегам каналов и в лесополосах по всей территории Украины. | Вид вне опасности                                |
|                                           | Обыкновенный ёж             | Erinaceus europaeus Linnaeus, 1758               | Этот вид иногда (особенно в старой литературе) упоминался для фауны Украины, однако скорее всего это был другой вид — ёж белобрюхий (Erinaceus roumanicus), который является более характерным для территории страны. | Вид вне опасности                                |
|                                           | Ушастый ёж                  | Hemiechinus auritus Gmelin, 1770                 | Известен из Луганской и Донецкой областей, по старым историческим данным — также из Запорожской области. Населяет степные места, особенно участки псаммофитной степи, деградированные пастбища, склоны оврагов, меловые обнажения. Вероятно, численность вида на Украине не превышает несколько десятков особей, однако никогда не была высокой. За последние 30 лет известно лишь несколько достоверных находок с территории Луганской и Донецкой областей. | Вид вне опасности                                |
| Кротовые (Talpidae)                       |                             |                                                  | |                                                  |
|                                           | Выхухоль                    | Desmana moschata (Linnaeus, 1758)                | Редкий реликтовый вид. В пределах Украины днепровская популяция существовала до начала XX века, донская (в бассейне Северского Донца) — до 1980-х годов. Исторические находки вида в Черкасской, Днепропетровской, Харьковской, Луганской, Донецкой областях. С 1970-х годов регулярно встречается в верхнем течении Сейма почти на 200 км. Охраняется на территории Сеймского регионального ландшафтного парка. | Вымирающий вид                                   |
|                                           | Обыкновенный крот           | Talpa europaea (Linnaeus, 1758)                  | Типичный вид фауны Украины, встречается по всей территории страны. Заселяет разнообразные местообитания: опушки лесов, луга, поля, сады, огороды; обычен в поймах рек. На водораздельных сухих степей встречается редко. Избегает территорий с высоким уровнем грунтовых вод, не любит песчаные почвы. | Вид вне опасности                                |
| Землеройковые (Soricidae)                 |                             |                                                  | |                                                  |
|                                           | Альпийская бурозубка        | Sorex alpinus (Schinz, 1837)                     | Имеет реликтовый ареал. Населяет лесной и субальпийский пояс Карпат (от 400 до 2000 м над уровнем моря). Предпочитает увлажненные прохладные места пребывания: каменистые берега рек, потоков и ручьев в хвойных, смешанных и широколиственных лесах. В субальпийском поясе населяет травяную подстилку, покрытые мхами берега ручьев. | Вид, близкий к уязвимому положению               |
|                                           | Белобрюхая белозубка        | Crocidura leucodon (Hermann, 1780)               | Встречается довольно часто в целинных степях Херсонской области и территории Крыма (особенно на Керченском полуострове и на отдельных участках гор и предгорий), есть единичные находки вида во Львовской, Волынской, Ивано-Франковской, Черновецкой и Закарпатской областях. | Вид вне опасности                                |
|                                           | Малая белозубка             | Crocidura suaveolens (Pallas, 1811)              | Встречается во всех природных зонах на всей территории Украины. Населяет широкий спектр мест обитания. Часто селится в парках, садах и даже домах. | Вид вне опасности                                |
|                                           | Малая бурозубка             | Sorex minutus Linnaeus, 1766                     | Встречается по всей территории страны, за исключением южных степных районов, также обитает в горном Крыму. Статус крымской формы Sorex minutus dahli Zag, 1996 остаётся неопределённым — допускается ее принадлежность к кавказскому алловиду — Sorex pusillus Gmelin, 1774, который нередко обозначают как Sorex volnuchini Ognev, 1922. | Вид вне опасности                                |
|                                           | Малая кутора                | Neomys anomalus Cabrera, 1907                    | Редкий реликтовый вид. На территории страны вид распространён в лесной и лесостепной зонах Правобережной Украины, в плавнях Днепра и Дуная, в Крымских горах; на Левобережной Украине — спорадически встречается в лесостепной зоне. Населяет береговые участки водоёмов, заросшие густой травянистой растительностью, деревьями и кустарниками. | Вид вне опасности                                |
|                                           | Обыкновенная бурозубка      | Sorex araneus (Linnaeus, 1758)                   | Один из самых распространённых видов своей семейства, характерный для лесной и лесостепной полос, где обитает в лиственных и хвойно-лиственных лесах с хорошо развитым травяным покровом. По долинам рек и сети оврагов проникает глубоко в степь. | Вид вне опасности                                |
|                                           | Обыкновенная кутора         | Neomys fodiens Pennant, 1771                     | На Украине вид известен главным образом из Карпат и смежных с Карпатами регионах, спорадически встречается в других областях, к востоку — до Сумской, Харьковской областей, севера Луганской области и Донецкой области. Не встречается в степной зоне и Крыму. | Вид вне опасности                                |
|                                           | Средняя бурозубка           | Sorex caecutiens Laxmann, 1788                   | На протяжении десятилетий имел статус фантомного вида на Украине. Подтверждено обитание в Полесье в лесной и лесостепной зонах. Сообщение о встрече в центральной Украине нуждается в дополнительном подтверждении. | Вид вне опасности                                |
| Отряд Рукокрылые (Chiroptera)             |                             |                                                  | |                                                  |
| Подковоносые (Rhinolophidae)              |                             |                                                  | |                                                  |
|                                           | Малый подковонос            | Rhinolophus hipposideros Bechstein, 1800         | На Украине вид распространён в Прикарпатье, Подолье, Приднестровье, Крыму. Места обитания приурочены к подземным пустотам (пещеры, гроты, каменоломни, тоннели) или скальным обнажениям. Охотится на полянах, опушках, в садах и парках, вблизи водоёмов. | Вид вне опасности                                |
|                                           | Большой подковонос          | Rhinolophus ferrumequinum (Schreber, 1774)       | Известен в Крыму и Закарпатье (вне этих регионов известна только одна находка). В местах распространения вид является относительно обычным. Места обитания приурочены к предгорьям и низкогорьям, а также к равнинным участках, где есть пригодные для них убежища. Один из видов пещерных скоплений рукокрылых в Крыму и Закарпатье. | Вид вне опасности                                |
| Длиннокрыловые (Miniopteridae)            |                             |                                                  | |                                                  |
|                                           | Обыкновенный длиннокрыл     | Miniopterus schreibersii Kuhl, 1817              | Вид на территории Украины вымер. В начале XX века был известен как многочисленный вид, распространённый на территории Закарпатской области и Крымского полуострова. Последние разы на территории страны зафиксирован в Крыму — в 1947 году, в Закарпатской области — в 1993 году. Вероятно, был мигрирующим видом. Зимние находки вида были представлены преимущественно одиночными особями. Для особей, окольцованных на Закарпатье, зарегистрированы трансграничные перемещения на расстояние до 140 км. Летом поселяется в гротах, пещерах, каменоломнях, иногда — на чердаках домов.                                                                                      | Вид, близкий к уязвимому положению               |
| Гладконосые (Vespertilionidae)            |                             |                                                  | |                                                  |
|                                           | Большая ночница             | Myotis myotis Borkhausen, 1797                   | На Украине вид найден на западе страны: Закарпатская, Львовская, Ивано-Франковская, Тернопольская, Хмельницкая, Черновицкая области. Селится в пещерах и старых постройках человека, на чердаках и в подземельях. Кормятся обычно в лиственных лесах, или на полянах. | Вид вне опасности                                |
|                                           | Водяная ночница             | Myotis daubentonii Kuhl, 1817                    | Населяет практически всю территорию страны за исключением Крыма и некоторых участков юга степной зоны. | Вид вне опасности                                |
|                                           | Гигантская вечерница        | Nyctalus lasiopterus Schreber, 1780              | На территории Украины большинство старых находок приурочены к лесостепной и степной зонам. Известно не более 20 местонахождений вида. Современная находка вида в 2009 году на территории Чернобыльской зоны отчуждения, в 2016 году возле пос. Караван, Дергачевского района на территории Харьковской области. | Уязвимый вид                                     |
|                                           | Двухцветный кожан           | Vespertilio murinus Linnaeus, 1758               | Встречается спорадически по всей территории Украины. | Вид вне опасности                                |
|                                           | Длинноухая ночница          | Myotis bechsteinii (Kuhl, 1817)                  | На Украине распространение вида ограничено западными областями, Прикарпатьем и Подольем, в общем совпадает с распространением буковых лесов. Населяет лесные биотопы. Убежища — дупла, дуплянки, а также различные подземелья; часто держится поодиночке и с другими видами летучих мышей. | Уязвимый вид                                     |
|                                           | Европейская широкоушка      | Barbastella barbastellus Schreber, 1774          | Единственный представитель рода на территории Украины. Ареал включает Закарпатье, правобережные части лесостепной зоны и Полесья, Горный Крым. Найден в Киевской, Житомирской, Львовской, Ивано-Франковской, Закарпатской, Черкасской, Кировоградской, Хмельницкой областях и в Крыму. В дневное время населяет разнообразные подземелья, дуплистые деревья и различные части зданий. На Украине выводковые колонии неизвестны. | Вид, близкий к уязвимому положению               |
|                                           | Кожановидный нетопырь       | Hypsugo savii Bonaparte, 1837                    | Украинская часть ареала представлена двумя отдельными участками в приморской зоне Главной гряды Крымских гор, на участках Карадаг-Судак и Ялта-Алупка. Поселяются в скалистых ущельях, известняковых массивах, горных речных долинах и на обрывистых участках морского побережья. | Вид вне опасности                                |
|                                           | Малая вечерница             | Nyctalus leisleri (Kuhl, 1817)                   | Спорадически распространен на большей части территории страны, кроме приморских районов Запорожской и Донецкой областей и высокогорных районов Карпат. | Вид вне опасности                                |
|                                           | Малый нетопырь              | Pipistrellus pygmaeus Leach, 1825                | Немногочисленный вид в Полесье, Лесостепи и Придунайских регионах, редкий — в Подолье и Закарпатье. Селится в основном вблизи или на краю лесных участков и населённых пунктов. Предпочитает антропогенные биоценозы; часто живет в населённых пунктах, вплоть до крупных городов. | Вид вне опасности                                |
|                                           | Нетопырь-карлик             | Pipistrellus pipistrellus (Schreber, 1774)       | Обычный вид на Закарпатье, немногочисленный на Полесье и в Лесостепи, редкий на Подолье, в Карпатах и Крыму, в степной части страны — очень редкий в период размножения, но обычный во время миграций. Предпочитает антропогенные ландшафты, часто живёт в поселениях людей, в том числе и в городах. Селится в постройках, реже — в дуплах деревьев, щелевидных укрытиях. | Вид вне опасности                                |
|                                           | Нетопырь Куля               | Pipistrellus kuhlii (Kuhl, 1819)                 | На Украине с 1990-х годов распространился почти по всей территории страны. Населяет открытые ландшафты, в том числе антропогенные, часто живет в населённых пунктах. Селится в постройках (за наличниками каменных зданий, в щелях кирпичной кладки), расщелинах скал и других щелевидных укрытиях. | Вид вне опасности                                |
|                                           | Нетопырь Натузиуса          | Pipistrellus nathusii Keyserling & Blasius, 1839 | Является обычным видом на Полесье, немногочисленным — в Лесостепи и Карпатах, редким — на Подолье, в степной зоне и Крыму. Обитатель лесов (преимущественно широколиственных) и лесостепей. Предпочитает опушки, разреженные леса. Часто живёт в населённых пунктах. | Вид вне опасности                                |
|                                           | Ночница Брандта             | Myotis blythii Eversmann, 1845                   | Территорией Украины проходит южная граница ареала вида и зона симпатрии с близким видом — ночница усатая (Myotis mystacinus (Kuhl, 1817)). Распространение вида остаётся слабо изученным, известно не более двенадцать зимних и летних местонахождений. Известен из Харьковской, Луганской, Закарпатской, Ивано-Франковской и Тернопольской областей. Обитает в смешанных и широколиственных лесах. Оседлый вид, убежища — в дуплах деревьев, дуплянках, скальных щелях, подземных убежищах, реже — в постройках. | Вид вне опасности                                |
|                                           | Ночница Наттерера           | Myotis nattereri (Kuhl, 1817)                    | На Украине является редким и спорадически распространённым видом, в частности в отдельных местах Закарпатской, Львовской, Хмельницкой, Черновицкой, Житомирской, Винницкой, Одесской и Черкасской областей, в Крыму. В общем известно около 50 летних и зимних местонахождений около 170 особей. Населяет различные ландшафты от смешанных и лиственных лесов до антропогенных местообитаний, но обычно связан с древесной растительностью. | Вид вне опасности                                |
|                                           | Обыкновенный ушан           | Plecotus auritus (Linnaeus, 1758)                | Распространён по всей территории, кроме степных районов, изолированно в Горном Крыму. Наиболее сплошной ареал вида находится в Полесье. | Вид вне опасности                                |
|                                           | Остроухая ночница           | Myotis blythii Tomes, 1857                       | На Украине обитает Закарпатье и Среднем Приднестровье и в Крыму. Колонии располагаются в пещерах, каменоломнях, гротах, на чердаках и т. п.. | Вид вне опасности                                |
|                                           | Поздний кожан               | Eptesicus serotinus (Schreber, 1774)             | По территории Украины вид распространён повсеместно. Обычный вид Подолья и Приднепровья, реже встречается в Полесье, Карпатах, горном Крыму и степной зоне. В горах обитает до высот 1100 м над уровнем моря. Оседлый вид. | Вид вне опасности                                |
|                                           | Прудовая ночница            | Myotis dasycneme (Boie, 1825)                    | Встречается спорадически на всей территории страны, преимущественно во Львовской, Киевской, Полтавской, Харьковской, Одесской, Тернопольской, Винницкой и Донецкой областях. | Вид, близкий к уязвимому положению               |
|                                           | Рыжая вечерница             | Nyctalus noctula (Schreber, 1774)                | Распространён на всей территории страны. В местах размножения (лесных и лесостепных областях) — немногочисленный, местами обычный вид. | Вид вне опасности                                |
|                                           | Северный кожанок            | Eptesicus nilssonii Keyserling & Blasius, 1839   | По территории Украины проходит южная граница глобального ареала вида, который ограничен западными и северными областями, несколько преимущественно древних находок известно из Поднепровья и Слобожанщины. Карпатская популяция изолирована от остальной части ареала. Связан с лесными массивами, природными местами обитания являются опушки и верхняя граница леса в горах. | Вид вне опасности                                |
|                                           | Серый ушан                  | Plecotus austriacus Fischer, 1829                | Распространение вида на Украине ограничено преимущественно западными (Закарпатская, Львовская, Ивано-Франковская и Тернопольская) и приморскими (Одесская, Херсонская, Запорожская) областями и Крымом. | Вид вне опасности                                |
|                                           | Трёхцветная ночница         | Myotis emarginatus Geoffroy, 1806                | На Украине вид найден в Закарпатье, на севере Черновицкой области и Крыму. | Вид вне опасности                                |
|                                           | Усатая ночница              | Myotis mystacinus Kuhl, 1817                     | На территории Украины распространение вида ограничено западными областями, приморскими степями и Горным Крымом. | Вид вне опасности                                |
| Складчатогубые (Molossidae)               |                             |                                                  | |                                                  |
|                                           | Широкоухий складчатогуб     | Tadarida teniotis Borkhausen, 1797               | Фантомный вид. Обитание вероятно на территории Крыма, но требуется подтверждение коллекционным экземпляром. | Вид вне опасности                                |
| Отряд Зайцеобразные (Lagomorpha)          |                             |                                                  | |                                                  |
| Зайцевые (Leporidae)                      |                             |                                                  | |                                                  |
|                                           | Заяц-беляк                  | Lepus timidus (Linnaeus, 1758)                   | До XIX века водился в Карпатах. Сейчас достоверно отмечен в северных районах Сумская, Черниговская и Житомирская области, предполагается обитание в соседних районах Ровенской области. | Вид вне опасности                                |
|                                           | Заяц-русак                  | Lepus europaeus (Pallas, 1778)                   | Типичный вид фауны Украины, встречается по всей стране, избегая сплошных лесных насаждений и районов с высоким снежным покровом. Обитатель открытых пространств, лесостепных, степных ландшафтов. Основные его места обитания в лесной зоне — открытые места: поля, луга, опушки, обширные вырубки, поляны, гари. В глубине хвойных массивов встречается редко, более обычен в лиственных лесах, хотя и здесь предпочитает редколесье. Предпочитает участки, где сельскохозяйственные угодья чередуются с небольшими лесополосами, зарослями кустарников и сетью оврагов и балок. В лесостепной и степной зонах встречается по балкам, поймам рек и посевам зерновых культур. | Вид вне опасности                                |
|                                           | Дикий кролик                | Oryctolagus cuniculus Linnaeus, 1758             | Интродуцированный вид. В XIX веке его завезли на юг Украины — в Одесскую, Николаевскую, Херсонскую области, где он образовал стабильные популяции. В Крыму в 1960-е годы предпринимались наиболее интенсивные попытки по его акклиматизации, однако успеха достигнуть так и не удалось. | Вымирающий вид                                   |
| Отряд Грызуны (Rodentia)                  |                             |                                                  | |                                                  |
| Бобровые (Castoridae)                     |                             |                                                  | |                                                  |
|                                           | Обыкновенный бобр           | Castor fiber Linnaeus, 1758                      | К середине XX века вид имел низкую численность и ограниченное распространение. К тому времени на Украине отдельные колонии бобров сохранились по рекам Киевской, Черниговской, Житомирской, Волынской областей и на севере Донецкой области. Теперь бобры живут почти на всей территории Украины, кроме большей части степи и Крыма. Предпочитают селиться по берегам медленно текущих речек, стариц, прудов и озёр, водохранилищ, ирригационных каналов. Избегают широких и быстрых рек, а также водоёмов, промерзающих зимой до дна. | Вид вне опасности                                |
| Беличьи (Sciuridae)                       |                             |                                                  | |                                                  |
|                                           | Альпийский сурок            | Marmota marmota Linnaeus, 1758                   | Подвид Marmota marmota latirostris вымер на территории Украины в исторические времена, а в прошлом встречался в Карпатах — в Черногоре и Горганах. Попытки реакклиматизации вида в Черногоре были неудачными. | Вид вне опасности                                |
|                                           | Байбак                      | Marmota bobak (Statius Müller, 1776)             | В XVIII—XIX веках вид был широко распространён в степной зоне. Сейчас на территории Украины встречается на нескольких обособленных участках в Луганской, Сумской (Роменский район), Харьковской и Запорожской области. В рамках Регионального ландшафтного парка «Диканский» в Полтавской области успешно проводится акклиматизация вида. Обитатель равнинных злаково-разнотравных степей. | Вид вне опасности                                |
|                                           | Европейский суслик          | Spermophilus citellus (Linnaeus, 1766)           | На Украине к середине 1970-х годов встречался в западных областях (Винницкой, Хмельницкой, Черновицкой и Закарпатской). За последние 20 лет достоверные сведения, подтверждающие существование вида на территории Украины отсутствуют, хотя на прилегающих территориях Молдовы (в Среднем Приднестровье) данный вид еще в начале 1990-х год был достаточно массовым. | Уязвимый вид                                     |
|                                           | Малый суслик                | Spermophilus pygmaeus (Pallas, 1778)             | На западе не встречается дальше Днепра. Северная граница ареала на территории Украины проходит от низовий Днепра по рекам Ворскла и Коломак, по Северскому Донцу опускается до 49° с. ш. (Изюм, Харьковская область). Южная граница ареала от Днепра проходит по побережью Чёрного (включая Крым) и Азовского морей. Селится на целинных и залежных участках степи, выгонах. | Вид вне опасности                                |
|                                           | Крапчатый суслик            | Spermophilus suslicus (Guldenstaedt, 1770)       | На Украине находится южная часть глобального ареала вида. На территории страны был распространён почти по всей Левобережной Лесостепи. В 1990—2000 годах произошло резкое сокращение украинской части ареала. В последние десятилетия установлены лишь отдельные колонии в Харьковской и Луганской областях. Обитатель разнотравных степей южной части лесостепной зоны и северной части подзоны ковыльных степей. В пределах ареала встречается на степных и лесостепных участках. Предпочитает открытые местности, поросшие невысокой травянистой растительностью. | Вид, близкий к уязвимому положению               |
|                                           | Подольский суслик           | Spermophilus odessanus (Nordmann, 1840)          | Первоначально был описан как подвид крапчатого суслика, и долгое время рассматривался в составе этого вида. Видовая самостоятельность была подтверждена цитогенетическими данным. Раньше был обычным видом правобережных степей и лесостепей Украины. Сейчас встречается в Одесской и Херсонской (Правобережье) областях, отдельные колонии есть на Волыни. Также имеет данные о его распространении по правобережью Днепра от Киева до города Днепр. Обитатель разнотравных степей южной части лесостепной зоны и северной части подзоны ковыльных степей. | Вид не представлен в Международной Красной книге |
|                                           | Обыкновенная белка          | Sciurus vulgaris Linnaeus, 1758                  | На Украине обитает преимущественно в пределах лесной зоны (Карпаты, Полесье, Лесостепь), однако благодаря многочисленным попыткам расселения встречается в парковых зонах и пригородных лесах многих районов, в том числе и в пределах степной зоны. На Украине вид представлен несколькими подвидами: Sciurus vulgaris ukrainicus — на большей территории страны, Sciurus vulgaris carpathicus — в горной и предгорной полосе Карпат, Sciurus vulgaris exalbidus — акклиматизирован в Крыму и территории, примыкающей к реке Дунай. | Вид вне опасности                                |
|                                           | Обыкновенная летяга         | Pteromys volans (Linnaeus, 1758)                 | Вымерший на Украине вид. Во второй половине XVIII и в начале XX веков этот вид по литературным источникам упоминался для северных частей страны — Сумская и Черниговская области. Ближайшие современные находки исходят с севера Белоруссии. | Вид вне опасности                                |
| Соневые (Gliridae)                        |                             |                                                  | |                                                  |
|                                           | Лесная соня                 | Dryomys nitedula (Pallas, 1778)                  | Встречается в лесной и лесостепной зонах, а также в Карпатах. Основными местами обитания являются широколиственные леса. | Вид вне опасности                                |
|                                           | Орешниковая соня            | Muscardinus avellanarius (Linnaeus, 1758)        | Вид характерен для лесных районов западных, центральных и северных областей Украины. Обитает в лиственных и смешанных лесах, предпочитая места с богатым подростом и подлеском из плодовых и ягодных деревьев и кустарников. | Вид вне опасности                                |
|                                           | Садовая соня                | Dryomys nitedula (Linnaeus, 1766)                | На Украине находки вида известны в Черкасской, Киевской, Ровенской и Закарпатской области. Ареал интенсивно сокращается и вид, вероятно, сохранился на Волыни и в Центральном Полесье. Обитатель ненарушенных лесных массивов. | Вид, близкий к уязвимому положению               |
|                                           | Соня-полчок                 | Glis glis (Linnaeus, 1766)                       | Вид встречается в лесной и лесостепной зонах, Карпатах и лесных насаждениях севера степной зоны. Предпочитает густые леса с заметной примесью диких плодовых деревьев и ягодных кустов. Нередко поселяется в садах и виноградниках или рядом с ними. | Вид вне опасности                                |
| Тушканчиковые (Dipodidae)                 |                             |                                                  | |                                                  |
|                                           | Большой тушканчик           | Allactaga major (Kerr, 1792)                     | Обитает на открытых ландшафтах в Киевской, Полтавской, Сумской, Черкасской, Черниговской, Харьковской и во всех степных областях, кроме Одесской. На севере ареала держится открытых участков с разреженным травостоем. В степной зоне обычен по обочинам грунтовых дорог, кромкам полей, на выгонах, по пологим склонам балок и оврагов. | Вид вне опасности                                |
|                                           | Лесная мышовка              | Sicista betulina (Pallas, 1779)                  | Встречается спорадически. Ареал вида охватывает лесную и лесостепную зоны, Карпаты. Отдает предпочтение местам обитания с высоким травостоем, полянам, вырубкам, кустарниковым зарослям, ягодникам. Изредка встречается в сосновых и пихтовых лесах. | Вид вне опасности                                |
|                                           | Тёмная мышовка              | Sicista severtzovi Ognev, 1935                   | Вид-двойник степной мышовки (Sicista subtilis), ранее считавшийся её подвидом. Признание видовое самостоятельности S. severtzovi произошло лишь 1986 году, а первая регистрация вида на Украине — лишь в 2000 году. Достоверно известен по находкам с левобережья Северского Донца, все другие указания (Днепропетровская и Харьковская области) требуют проверки. Населяет нетронутые участки разнотравных и луговых степей, овраги и опушки байрачных лесов. | Вид вне опасности                                |
|                                           | Мышовка Штранда             | Sicista strandi (Formozov, 1931)                 | В прошлом вид был широко распространён в байрачных степях у русла Дуная. Сейчас достоверные находки известны только из Луганской области, преимущественно с заповедных участков Стрельцовской и Провальской степей. | Вид вне опасности                                |
|                                           | Обыкновенный емуранчик      | Stylodipus telum (Lichtenstein, 1823)            | На территории страны распространение вида ограничено аренами Нижнего Днепра (Херсонская область, часть Николаевской области и Кинбурнский полуостров). На территории страны обитает эндемичный подвид Stylodipus telum falzfeini Brauner, 1913. Обитает во влажных и засушливых степях, площадь его ареала около 8 тысяч км², при этом площадь расселения фрагментирована в результате утраты мест обитания и деградации, причиной чего является облесение и распашка Нижнеднепровских территорий. | Вид вне опасности                                |
|                                           | Степная мышовка             | Sicista subtilis Pallas, 1773                    | Распространён от Южного Буга на восток до Северского Донца в пределах степной и лесостепной зон, включая Крым. Исходя из последних исследований, в междуречье Буга и Днестра вид, вероятно, исчез. | Вид вне опасности                                |
| Слепышовые (Spalacidae)                   |                             |                                                  | |                                                  |
|                                           | Песчаный слепыш             | Spalax arenarius (Reshetnik, 1939)               | Эндемик юга Украины. Обитает в нижнем течении Днепра в песчаной лесостепи. Основная часть популяции находится в пределах Черноморского биосферного заповедника. За пределами заповедника ареал мозаичный. Ведёт исключительно подземный образ жизни. | Вымирающий вид                                   |
|                                           | Буковинский слепыш          | Spalax graecus Nehring, 1898                     | Эндемик Восточного Прикарпатья. Встречаются на территории Черновицкой области. Живёт на остаточных целинных землях, пастбищах, сенокосах, склонах гор, обочинах полевых дорог, полезащитных лесополосах, склонах оврагов, балок, опушках лесов, полях сельскохозяйственных культур и приусадебных участках. Ведёт исключительно подземный образ жизни. Ранее вид часто путали с другими слепышами, и в работах к 1960-65 годов его обычно не отличали он других видов. | Вид, близкий к уязвимому положению               |
|                                           | Малый слепыш                | Nannospalax leucodon Nordmann, 1840              | Встречаются на территории Черновицкой и Одесской области. Местами обитания вида являются участки целинной чернозёмной степи, склоны балок, оврагов, речных долин. Также встречается на полях, лугах и пашнях, вдоль лесополос, в садах, на обочинах дорог, полях сельскохозяйственных культур, пастбищах, сенокосах и виноградниках. Ведёт исключительно подземный образ жизни. | Вид с неопределённым статусом                    |
|                                           | Обыкновенный слепыш         | Spalax microphthalmus Nehring, 1897              | Самые многочисленные популяции сохранились на востоке Украины, в Донецко-Донских степях. Ведёт исключительно подземный образ жизни. | Вид вне опасности                                |
|                                           | Подольский слепыш           | Spalax zemni Erxleben, 1777                      | Эндемик Правобережной Степи и Лесостепи, южной части лесной зоны Украины, где встречается достаточно спорадически. Северная граница ареала проходит по Припяти, западная по реке Сан и Верхнем Днестру, южная — по побережью Черного моря, восточная — по Правобережью Днепра. Основной средой обитания этого вида является нетронутая степь. Также может жить у дорог, в лесополосах, на сельскохозяйственных угодьях, также был найден на бывших военных полигонах. Не избегает песчаных почв. Ведёт исключительно подземный образ жизни. | Уязвимый вид                                     |
| Мышиные (Muridae)                         |                             |                                                  | |                                                  |
|                                           | Полевая мышь                | Apodemus agrarius Pallas, 1771                   | Вид характерный для лесной и лесостепной полос, но долинами крупных рек проникает далеко на юг, вглубь степной зоны, где нередко формирует мощные популяции в поймах дельт крупных рек. Обитает до 1000 м. над уровнем моря в Карпатах. | Вид вне опасности                                |
|                                           | Желтогорлая мышь            | Sylvaemus flavicollis Melchior, 1834             | Спорадически обитает по всей территории Украины, преимущественно в лесных регионах. | Вид вне опасности                                |
|                                           | Европейская мышь            | Sylvaemus sylvaticus Linnaeus, 1758              | Спорадически обитает по всей территории Украины, избегая открытых степных районов юга страны. | Вид вне опасности                                |
| Отряд китопарнокопытные (Cetartiodactyla) |                             |                                                  | |                                                  |
| Дельфиновые (Delphinidae)                 |                             |                                                  | |                                                  |
|                                           | Афалина                     | Tursiops truncatus (Montagu, 1821)               | Встречается по всей акватории Чёрного моря, включая территориальные воды Украины. В прибрежных областях и на мелководьях встречается относительно чаще, особенно в весенний и осенний периоды. В Чёрном море представлен эндемичным подвидом черноморская афалина (Tursiops truncatus ponticus Barabash, 1940). | Вид вне опасности                                |
|                                           | Дельфин-белобочка           | Delphinus delphis Linnaeus, 1758                 | Встречается по всей акватории территориальных вод Украины. В Чёрном море представлен подвидом Delphinus delphis ponticus Barabash, 1935. В Азовском море отсутствует. Будучи обитателями открытого моря, дельфины-белобочки лишь изредка встречаются в непосредственной близости от берега. | Вид вне опасности                                |
| Морские свиньи (Phocoenidae)              |                             |                                                  | |                                                  |
|                                           | Обыкновенная морская свинья | Phocoena phocoena Linnaeus, 1758                 | Встречается во всей акватории территориальных вод Украины. Представлен подвидом черноморская морская свинья (Phocoena phocoena relicta Abel, 1905) . Преимущественно встречается в прибрежных зонах. | Вид вне опасности                                |
| Полосатиковые (Balaenopteridae)           |                             |                                                  | |                                                  |
|                                           | Северный малый полосатик    | Balaenoptera acutorostrata Lacépede, 1804        | Фантомный вид фауны Украины. Имеется несколько случаев наблюдения в Чёрном море в 1880 и 1926 годах. | Вид вне опасности                                |

## Контрольный список териофауны Украина
Отметки после названий видов касающиеся их статуса:
- З — заносный
- † — вымерший
- †? — вероятно, вымерший
- е? — наличие не подтверждено (фантомный вид)
- Re — реинтродуцированный / реакклиматизированный

### Caniformes[Carnivora auct.] — отряд Хищные (22 вида)
- Felidae
  -  Felis silvestris — кот лесной
  -  Lynx [Felis] lynx — рысь
- Canidae
  -  Canis lupus — волк (м)
  -  Canis aureus — шакал Ad
  -  Vulpes vulpes — лиса
  -  Vulpes corsac — корсак
  -  Nyctereutes procyonoides — енотовидная собака Ad
- Ursidae
  -  Ursus arctos — медведь бурый (м)
- Phocidae
  -  Monachus monachus — тюлень-монах средиземноморский — †?
- Procyonidae
  -  Procyon lotor — енот-полоскун Ad
- Mustelidae
  -  Martes foina — куница каменная
  -  Martes martes — куница лесная
  -  Gulo gulo — росомаха †
  -  Mustela nivalis — ласка
  -  Mustela erminea — горностай
  -  Mustela lutreola — норка европейская
  -  Mustela vison — норка американская Ad
  -   Mustela [Putorius] eversmanni — хорек степной
  -   Mustela [Putorius] putorius — хорек черный
  -  Vormela peregusna — перевязка
  -  Meles meles — барсук
  -  Lutra lutra — выдра

### Muriformes[Rodentia auct.] — отряд Грызуны (52 вида)
- Myocastoridae
  -  Myocastor coypus — нутрия Ad

- Muridae
  -  Apodemus agrarius — мышь полевая
  -  Micromys minutus — мышь-малютка
  -  Sylvaemus sylvaticus — мышь европейская
  -  Sylvaemus tauricus — мышь желтогорлая
  -  Sylvaemus uralensis — мышь лесная
  -  Sylvaemus arianus — мышь желтобрюхая
  -  Mus musculus — мышь домовая Ad
  -  Mus spicilegus — мышь курганчиковая
  -  Rattus norvegicus — крыса серая Ad
  -  Rattus rattus — крыса черная Ad?
- Cricetidae
  -  Cricetus cricetus — хомяк обыкновенный
  -  Cricetulus migratorius — хомячок серый
- Arvicolidae
  -  Ellobius talpinus — слепушонка обыкновенная
  -  Ondatra zibethicus — ондатра Ad
  -  Lagurus lagurus — пеструшка степная
  -  Myodes glareolus — полёвка рыжая
  -  Chionomys nivalis — полёвка снежная
  -  Arvicola amphibius — полёвка водяная
  -  Arvicola scherman — водяная полёвка Шермана
  -  Microtus arvalis — полёвка серая
  -  Microtus obscurus — полёвка Эверсманова
  -  Microtus rossiaemeridionalis — полёвка восточноевропейская
  -  Microtus socialis — полёвка общественная
  -  Microtus agrestis — полёвка тёмная
  -  Microtus oeconomus — полёвка-экономка
  -  Terricola subterraneus — полёвка подземная
  -  Terricola tatricus — полёвка татранская

### Equiformes[Perissodactyla auct.] — отряд Непарнокопытные (2 вида)
- Equidae
  -  Equus gmelini — тарпан † Re
  -  Equus hemionus — кулан Re

### Cerviformes[Artiodactyla auct.] — отряд Парнокопытные (9 видов)
- Suidae
  -  Sus scrofa — кабан
- Cervidae
  -  Capreolus capreolus — косуля европейская
  -  Alces alces — лось европейский
  -  Cervus nippon — олень пятнистый Ad
  -  Cervus dama — лань Ad
  -  Cervus elaphus — олень благородный
- Bovidae
  -  Rupicapra rupicapra — серна †?
  -  Ovis musimon [aries] — муфлон Ad
  -  Bison bonasus — зубр Re

## Комментарии
1. ↑  Бо́льшая часть Крымского полуострова  является объектом территориальных разногласий между Россией, контролирующей спорную территорию, и Украиной, в пределах признанных большинством государств — членов ООН границ которой спорная территория находится. Согласно федеративному устройству России, на спорной территории Крыма располагаются субъекты Российской Федерации — Республика Крым и город федерального значения Севастополь. Согласно административному делению Украины, на спорной территории Крыма располагаются регионы Украины — Автономная Республика Крым и город со специальным статусом Севастополь.